# Anton Peterlin (starejši)
Anton Peterlin, slovenski pasar, * ok. 1792, † 15. maj 1866, Ljubljana.
Delal je v Kranju, Škofji Loki in Kamniku. Za cerkev Marijinega brezmadežnega spočetja  na Šutni v Kamniku je napravil štiri posrebrene svečnike, za cerkev Sv. Neže na Selah pri Kamniku monštranco (1860), 6 svečnikov iz srebrne pločevine pa za župnijsko cerkev v Stari Loki (1848). Izdelal je opremo še za druge cerkve. Po letu 1852 se je preselil v Ljubljano, kjer je bil poznan kot izdelovalec ženskega nakita: uhanov, brošk in prstanov.  